# Dariusz Adamowski
Dariusz Adamowski (ur. 14 sierpnia 1967 w Siemiatyczach) – polski poeta i tłumacz.
Laureat licznych konkursów poetyckich m.in. K.K. Baczyńskiego, K. Ratonia, H. Poświatowskiej. Publikował swoje wiersze w „Kartkach”, „Odrze”, „Toposie”, „Gazecie Wyborczej” oraz nieustannie w portalu poetyckim „Nieszuflada.pl”. Autor trzech tomików poetyckich. Za tomik Adamowo uzyskał trzecią nagrodę w III Ogólnopolskim Konkursie Literackim „Złoty Środek Poezji” 2007 na najlepszy poetycki debiut książkowy roku 2006. Tomik Skraj nominowany był w 17. edycji Nagrody Literackiej im. Wiesława Kazaneckiego.
Mieszka w Białymstoku. Pracuje jako lektor jęz. angielskiego, a także nauczyciel języka angielskiego w III LO im. K.K. Baczyńskiego w Białymstoku.

## Twórczość literacka

### Opowiadania
- Baśnie, Brzeg, Stowarzyszenie Żywych Poetów, 2018, ISBN 978-83-61381-49-5.

### Powieści
- Skrawki, Novae Res, 2021, ISBN 978-83-8219-364-0.
- Wrota Światów Białystok, Advaita Press, 2014

### Poezja
- Adamowo, Łódź, Stowarzyszenie Literackie K.K. Baczyńskiego, 2006
- Skraj, Pismo Literackie „Red.”, 2007
- Gub, trać, porzucaj, Mamiko, 2012

### Przekłady
- Brian Turner, Tutaj, Kulo, Brzeg, Stowarzyszenie Żywych Poetów, 2015